# Johannes Thomas
Johannes Thomas (Dresda, 11 settembre 1949) è un ex canottiere tedesco, vincitore della medaglia d'argento nel quattro con a Montréal 1976 insieme a Rüdiger Kunze, Walter Dießner, Ullrich Dießner e Andreas Schulz.

## Palmarès
- Giochi olimpici

Montréal 1976: bronzo nel quattro con.